# 傅懿妃 (明光宗)
傅懿妃（1588年—1644年），明光宗泰昌帝的妾室。

## 生平
傅氏是明光宗做太子時候的姬妾，初为淑女，后为选侍。生皇六女宁德公主、皇七女遂平公主。明光宗即位，命封傅氏为妃。不料明光宗很快驾崩，来不及封妃。明熹宗即位，将她强行移往别宫，未加尊封。天启四年（1624年），明熹宗尊封她为懿妃。
崇祯年间，傅懿妃曾经帮助崇祯帝绘画了最初同为淑女的孝纯皇太后的肖像。崇祯十三年，崇祯加赐她徽号“温定”。。
据白洋淀的地方志，傅懿妃在明朝灭亡后逃到了白洋淀乡间，同年即病故，年五十七岁。

## 子女
- 皇六女宁德公主
- 皇七女遂平公主